# Grozny
Grozny  (tiếng Nga: Гро́зный; tiếng Chechen: Соьлжа-ГIала, Sölƶa-Ġala, phát âm tiếng Việt như là Grô-z-nưi hay Grôt-z-ni) là thủ đô của Cộng hòa Chechnya thuộc Liên bang Nga. Thành phố nằm bên sông Sunzha. Theo điều tra dân số năm 2002 của Nga, thành phố có dân số 210.720 người. Năm 2008, thành phố có 230.100 người.

## Khí hậu
Grozny có khí hậu lục địa ẩm ướt (Köppen Dfa) với mùa hè nóng và mùa đông lạnh.
| Dữ liệu khí hậu của Grozny,             | Dữ liệu khí hậu của Grozny, | Dữ liệu khí hậu của Grozny, | Dữ liệu khí hậu của Grozny, | Dữ liệu khí hậu của Grozny, | Dữ liệu khí hậu của Grozny, | Dữ liệu khí hậu của Grozny, | Dữ liệu khí hậu của Grozny, | Dữ liệu khí hậu của Grozny, | Dữ liệu khí hậu của Grozny, | Dữ liệu khí hậu của Grozny, | Dữ liệu khí hậu của Grozny, | Dữ liệu khí hậu của Grozny, | Dữ liệu khí hậu của Grozny, |
| Tháng                                   | 1                           | 2                           | 3                           | 4                           | 5                           | 6                           | 7                           | 8                           | 9                           | 10                          | 11                          | 12                          | Năm                         |
| --------------------------------------- | --------------------------- | --------------------------- | --------------------------- | --------------------------- | --------------------------- | --------------------------- | --------------------------- | --------------------------- | --------------------------- | --------------------------- | --------------------------- | --------------------------- | --------------------------- |
| Cao kỉ lục °C (°F)                      | 15.5 (59.9)                 | 22.3 (72.1)                 | 32.9 (91.2)                 | 33.7 (92.7)                 | 38.1 (100.6)                | 39.1 (102.4)                | 42.0 (107.6)                | 41.4 (106.5)                | 40.7 (105.3)                | 32.5 (90.5)                 | 23.7 (74.7)                 | 18.0 (64.4)                 | 42.0 (107.6)                |
| Trung bình ngày tối đa °C (°F)          | 0.6 (33.1)                  | 2.5 (36.5)                  | 8.7 (47.7)                  | 17.9 (64.2)                 | 23.7 (74.7)                 | 27.9 (82.2)                 | 30.5 (86.9)                 | 29.7 (85.5)                 | 24.7 (76.5)                 | 16.6 (61.9)                 | 9.3 (48.7)                  | 3.2 (37.8)                  | 16.3 (61.3)                 |
| Trung bình ngày °C (°F)                 | −2.8 (27.0)                 | −1.2 (29.8)                 | 4.1 (39.4)                  | 11.7 (53.1)                 | 17.4 (63.3)                 | 21.7 (71.1)                 | 24.4 (75.9)                 | 23.5 (74.3)                 | 18.7 (65.7)                 | 11.4 (52.5)                 | 5.6 (42.1)                  | 0.1 (32.2)                  | 11.2 (52.2)                 |
| Tối thiểu trung bình ngày °C (°F)       | −6.2 (20.8)                 | −4.9 (23.2)                 | −0.5 (31.1)                 | 5.4 (41.7)                  | 11.0 (51.8)                 | 15.4 (59.7)                 | 18.2 (64.8)                 | 17.2 (63.0)                 | 12.7 (54.9)                 | 6.1 (43.0)                  | 1.8 (35.2)                  | −3.0 (26.6)                 | 6.1 (43.0)                  |
| Thấp kỉ lục °C (°F)                     | −31.5 (−24.7)               | −30.8 (−23.4)               | −19.1 (−2.4)                | −7.6 (18.3)                 | −3.1 (26.4)                 | 5.6 (42.1)                  | 9.2 (48.6)                  | 5.0 (41.0)                  | −2.7 (27.1)                 | −9.6 (14.7)                 | −23.5 (−10.3)               | −26.6 (−15.9)               | −31.5 (−24.7)               |
| Lượng Giáng thủy trung bình mm (inches) | 25 (1.0)                    | 23 (0.9)                    | 24 (0.9)                    | 43 (1.7)                    | 70 (2.8)                    | 82 (3.2)                    | 67 (2.6)                    | 54 (2.1)                    | 43 (1.7)                    | 38 (1.5)                    | 28 (1.1)                    | 25 (1.0)                    | 522 (20.5)                  |
| Số ngày giáng thủy trung bình           | 5                           | 5                           | 5                           | 6                           | 8                           | 10                          | 8                           | 6                           | 6                           | 6                           | 6                           | 6                           | 77                          |
| Số giờ nắng trung bình tháng            | 59                          | 67                          | 104                         | 167                         | 219                         | 242                         | 237                         | 234                         | 186                         | 136                         | 68                          | 49                          | 1.768                       |
| [ cần dẫn nguồn ]                       |                             |                             |                             |                             |                             |                             |                             |                             |                             |                             |                             |                             |                             |